# Noorwegen op de Olympische Zomerspelen 1936
Noorwegen nam deel aan de Olympische Zomerspelen 1936 in Berlijn, Duitsland. De zes medailles waren goed voor de 18e plaats in het medailleklassement.

## Medailleoverzicht
| Sport       | Olympiër | Discipline             | Medaille |
| ----------- | --- | ---------------------- | -------- |
| Schietsport | Willy Røgeberg | 50m geweer liggend (m) | Goud     |
| Boksen      | Henry Tiller | -72,57kg (m)           | Zilver   |
| Zeilen      | Karsten Konow Fredrik Meyer Vaadjuv Nyqvist Alf Tveten | 6m klasse (m)          | Zilver   |
| Zeilen      | John Ditlev-Simonsen Tit Ditlev-Simonsen Magnus Konow Lauritz Schmidt Hans Struksnæs Jacob Tullin Thams Nordahl Wallem                                                                                  | 8m klasse (m)          | Zilver   |
| Boksen      | Erling Nilsen | +79,38kg (m)           | Brons    |
| Voetbal     | Arne Brustad Nils Eriksen Odd Frantzen Sverre Hansen Rolf Holmberg Øivind Holmsen Fredrik Horn Magnar Isaksen Henry Johansen Jørgen Juve Reidar Kvammen Alf Martinsen Magdalon Monsen Frithjof Ulleberg | mannen                 | Brons    |

## Deelnemers en resultaten

### Atletiek
| Olympiër            | Discipline             | Resultaat | Prestatie |
| ------------------- | ---------------------- | --------- | --- |
| Rolf Schønheyder    | 400m (m)               | 25e       | serie 4: 4de in 49,4 |
| Hjalmar Johannessen | 800m (m)               | 16e       | serie 3: 3de in 1.54,9 halve finale 3: 6de in 1.56,0 |
| Ragnar Ekholdt      | 1500m (m)              | series    | serie 4: 7de |
| Rolf Hansen         | 5000m (m)              | 9e        | serie 2: 5de in 15.12,6 finale: 9de in 14.48,0 |
| Odd Rasdal          | 10000m (m)             | 9e        | 31.40,4 |
| Edgar Bruun         | 50km snelwandelen (m)  | 5e        | 4:34.53,2 |
| Otto Berg           | verspringen (m)        | 10e       | kwalificatie: 11de halve finale: 10de met 7,30m |
| Eugen Haugland      | hink-stap-springen (m) | 14e       | kwalificatie: onbekend finale: 14de met 14,56m |
| Edvard Natvig       | hoogspringen (m)       | 23e       | kwalificatie: 23ste met 1,80m |
| Helge Sivertsen     | discuswerpen (m)       | 10e       | kwalificatie: 6de met 45,00m finale: 10de met 45,89m |
| Reidar Sørlie       | discuswerpen (m)       | 4e        | kwalificatie: 1ste met 47,00m finale: 4de met 48,77m |
| Edvard Natvig       | tienkamp (m)           | 10e       | 100m: 22ste in 12,1 verspringen: 14de met 6,55m kogelstoten: 10de met 12,89m hoogspringen: 2de met 1,85m 400m: 24ste in 56,3 110m horden: 9de in 16,1 discuswerpen: 4de met 39,60m polsstokhoogspringen: 4de met 3,70m speerwerpen: 1ste met 58,36m 1500m: 13de in 5.05,0 totaal: 6759 punten |

### Boksen
| Olympiër            | Discipline  | Resultaat | Prestatie |
| ------------------- | ----------- | --------- | --- |
| Asbjørn Berg-Hansen | -50,8kg (m) | 9e        | 1ste ronde: W van GBR Russell: punten 2de ronde: V van USA Laurie: punten |
| Ragnar Haugen       | -61,2kg (m) | 9e        | 1ste ronde: vrij 2de ronde: V van DEN Kops: punten |
| Rudolf Andreassen   | -66,7kg (m) | 9e        | 1ste ronde: W van MEX Ballado: punten 2de ronde: V van DEN Pedersen: punten |
| Henry Tiller        | -66,7kg (m) | Zilver    | 1ste ronde: W van RSA Peltz: punten 2de ronde: W van GBR Shrimpton: punten kwartfinale: W van GER Baumgarten: punten halve finale: W van POL Chmielewski: punten finale: V van FRA Despeaux: punten |
| Jarl Johnsen        | -79,4kg (m) | 16e       | 1ste ronde: V van RSA Leibbrandt: punten |
| Erling Nilsen       | +79,4kg (m) | Brons     | 1ste ronde: vrij 2de ronde: W van SUI Marti: gediskwalificeerd kwartfinale: W van LUX Toussaint: gediskwalificeerd halve finale: V van ARG Lovell: punten bronzen finale: W van HUN Nagy: walk-over |

### Kanovaren
| Olympiër     | Discipline    | Resultaat | Prestatie                                     |
| ------------ | ------------- | --------- | --------------------------------------------- |
| Ivar Iversen | K-1 1000m (m) | 8e        | serie 1: 4de in 4.44,3 finale: 8ste in 4.44,2 |

### Paardensport
| Olympiër                                       | Discipline  | Resultaat | Prestatie                                                               |
| Dressuur                                       | Dressuur    | Dressuur  | Dressuur                                                                |
| ---------------------------------------------- | ----------- | --------- | ----------------------------------------------------------------------- |
| Bjørn Bjørnseth                                | individueel | 28e       | 1224,5 punten                                                           |
| Eugen Johansen                                 | individueel | 20e       | 1388 punten                                                             |
| Arthur Qvist                                   | individueel | 17e       | 1438 punten                                                             |
| Bjørn Bjørnseth Eugen Johansen Arthur Qvist    | team        | 7e        | 4050,5 punten                                                           |
| Eventing                                       |             |           |                                                                         |
| Nils Sæbø                                      | individueel | 28e       | dressuur: 38ste met 159,80 strafpunten cross-country: gediskwalificeerd |
| Springconcours                                 |             |           |                                                                         |
| Halfdan Petterøe                               | individueel | DNF       | niet gefinisht                                                          |
| Arthur Qvist                                   | individueel | 24e       | 25 strafpunten                                                          |
| Henrik Skougaard                               | individueel | DNF       | niet gefinisht                                                          |
| Halfdan Petterøe Arthur Qvist Henrik Skougaard | team        | DNF       | niet gefinisht                                                          |

### Roeien
| Olympiër          | Discipline | Resultaat | Prestatie                                          |
| ----------------- | ---------- | --------- | -------------------------------------------------- |
| Carl Christiansen | skiff (m)  | 10e       | serie 3: 3de in 7.42,9 herkansingen: 2de in 7.32,8 |

### Schermen
| Olympiër                                                                                 | Discipline      | Resultaat | Prestatie |
| ---------------------------------------------------------------------------------------- | --------------- | --------- | --- |
| Thorstein Guthe                                                                          | degen (m)       | 38e       | 1ste ronde groep 7: 4de V van NED Driebergen: 1-3 V van ITA Cornaggia-Medici: 2-3 W van SUI Fitting: 3-1 W van POR da Silveira: 3-2 W van BRA de Oliveira: 3-2 W van EGY Shamil: 3-1 W van AUT Weber: 3-2 V van MEX Martínez: 2-3 kwartfinale B: 10de V van SWE Drakenberg: 1-3 V van POL Kantor: 1-3 V van BEL Stasse: 1-3 V van ITA Ragno: 0-3 G van ROU Miclescu-Prăjescu: 3-3 V van DEN Christiansen: 2-3 V van SUI Duret: 2-3 G van NED Weber W van GBR Campbell-Gray: 3-2 |
| Egill Knutzen                                                                            | degen (m)       | 21e       | 1ste ronde groep 3: 4de V van BEL de Bergendael: 1-3 V van SUI Duret: 0-3 W van SWE Granfelt: 3-2 W van EGY Boulad: 3-1 W van USA Heiss: 3-0 W van FRA Dulieux: 3-0 W van FRA Dexter: 3-2 V van TCH Vohryzek: 2-3 kwartfinale A: 6de V van FRA Pécheux: 2-3 V van BEL Debeur: 2-3 V van SUI Hauert: 2-3 W van POR da Silveira: 3-2 W van SWE Granfelt: 3-2 G van NED Weber: 3-3 W van CAN Tully: 3-2 W van HUN Dunay: 3-2 W van DEN Leidersdorff: 3-1                           |
| Johan Falkenberg                                                                         | floret (m)      | 20e       | 1ste ronde groep 5: 4de G van HUN Hátszeghy V van FRA Lemoine: 3-5 G van GER Heim W van DEN Jacobsen: 5-1 W van SUI Rubli: 5-4 W van CHI Valdebenito: 5-0 2de ronde groep 2: 4de V van ITA Gaudini: 2-5 G van HUN Hátszeghy G van AUT Losert W van SWE Tinghdahl: 5-2 W van SUI von Meiss: 5-3 kwartfinale A: 5de V van ITA Gaudini: 0-5 V van FRA Gardère: 1-5 V van GER Eisenecker: 2-5 V van HUN Bay: 3-5 G van ARG Larraz                                                   |
| Jens Frølich                                                                             | floret (m)      | 18e       | 1ste ronde groep 6: 4de V van USA Levis: 4-5 V van EGY Abdin: 3-5 W van HUN Bay: 5-3 W van BRA Alessandri: 5-4 W van CAN Dalton: 5-1 V van ARG Valenzuela: 4-5 2de ronde groep 5: 4de V van FRA Gardère: 2-5 V van BEL Bru: 1-5 V van ITA Guaragne: 3-5 W van USA Alessandroni: 5-4 W van GRE Manolesos: 5-4 kwartfinale C: 5de V van GER Casmir: 3-5 V van ITA Guaragna: 0-5 V van HUN Hátszeghy: 3-5 W van BEL de Bourguignon: 5-4 V van TCH Jesenský: 4-5                    |
| Nils Jørgensen                                                                           | floret (m)      | 59e       | 1ste ronde groep 7: 7de V van BEL de Bourguignon: 2-5 V van ITA Bocchino: 3-5 V van SUI Fauconnet: 3-5 V van AUT Ritz: 3-5 V van DEN Schrøder: 4-5 G van BRA Dunham |
| Nils Jørgensen Jens Frølich Johan Falkenberg Thorstein Guthe Egill Knutzen Trygve Opsahl | floret team (m) | 18e       | 1ste ronde groep 6: 3de V van Verenigde Staten: 4-12 V van Hongarije: 6-10 |

### Schietsport
| Olympiër         | Discipline              | Resultaat | Prestatie                       |
| ---------------- | ----------------------- | --------- | ------------------------------- |
| Hakon Aasnæs     | 50m geweer liggend (m)  | 23e       | 292 punten                      |
| Mauritz Amundsen | 50m geweer liggend (m)  | 23e       | 292 punten                      |
| Willy Røgeberg   | 50m geweer liggend (m)  | Goud      | 300 punten (OR)                 |
| Mauritz Amundsen | 50m pistool (m)         | 11e       | 525 punten: (89-87-92-86-84-87) |
| Hakon Aasnæs     | 25m snelvuurpistool (m) | 9e        | 29 punten: (18-6-5-2)           |

### Schoonspringen
| Olympiër       | Discipline    | Resultaat | Prestatie    |
| -------------- | ------------- | --------- | ------------ |
| Sam Melberg    | 10m toren (m) | 21e       | 77,76 punten |
|                |               |           |              |
| Inger Nordbø   | 3m plank (v)  | 11e       | 65,94 punten |
| Tullik Helsing | 10m toren (v) | 13e       | 28,40 punten |
| Inger Nordbø   | 10m toren (v) | 12e       | 28,62 punten |

### Voetbal
| Olympiër | Discipline | Resultaat | Prestatie |
| --- | ---------- | --------- | --- |
| Arne Brustad Nils Eriksen Odd Frantzen Sverre Hansen Rolf Holmberg Øivind Holmsen Fredrik Horn Magnar Isaksen Henry Johansen Jørgen Juve Reidar Kvammen Alf Martinsen Magdalon Monsen Frithjof Ulleberg | mannen     | Brons     | 1ste ronde: W van Turkije: 4-0 kwartfinale: W van Duitsland: 2-0 halve finale: V van Italië: 1-2 bronzen finale: W van Polen: 3-2 |

### Wielersport
| Olympiër        | Discipline       | Resultaat | Prestatie                                                                                   |
| Baan            | Baan             | Baan      | Baan                                                                                        |
| --------------- | ---------------- | --------- | ------------------------------------------------------------------------------------------- |
| Haakon Sandtorp | sprint (m)       | 9e        | 1ste ronde: V van SUI Wägelin herkansingen: W van CHI Riquelme 2de ronde: V van GER Merkens |
| Harry Haraldsen | tijdrit (m)      | 14e       | 1.16,8                                                                                      |
| Weg             |                  |           |                                                                                             |
| Leif Ekås       | wegwedstrijd (m) | DNS       | niet gestart                                                                                |

### Worstelen
| Olympiër       | Discipline     | Resultaat      | Prestatie |
| Grieks-Romeins | Grieks-Romeins | Grieks-Romeins | Grieks-Romeins |
| -------------- | -------------- | -------------- | --- |
| Ivar Stokke    | -56kg (m)      | 10e            | 1ste ronde: V van SWE Svensson 2de ronde: W van POL Rokita 3de ronde: V van HUN Lőrincz: 0-3                            |
| Arild Dahl     | -66kg (m)      | 6e             | 1ste ronde: V van EST Väli 2de ronde: W van POL Szajewski: 3-0 3de ronde: W van DEN Mayer 4de ronde: V van SWE Olofsson |
| Olaf Knudsen   | -87kg (m)      | 6e             | 1ste ronde: W van TCH Mrášek 2de ronde: V van ITA Silvestri 3de ronde: W van FIN Westerlund 4de ronde: V van SWE Cadier |

### Zeilen
| Olympiër | Discipline         | Resultaat | Prestatie                       |
| --- | ------------------ | --------- | ------------------------------- |
| Thor Thorvaldsen | Eenmans Olympiajol | 10e       | 93 punten: (16-DSQ-17-1-9-2-18) |
| Oivind Christensen Sigurd Herbern                                                                                      | star               | 6e        | 44 punten: (5-10-7-6-4-6-9)     |
| Karsten Konow Fredrik Meyer Vaadjuv Nyqvist Alf Tveten                                                                 | 6m klasse (m)      | Zilver    | 66 punten: (DSQ-1-4-2-3-1-1)    |
| John Ditlev-Simonsen Tit Ditlev-Simonsen Magnus Konow Lauritz Schmidt Hans Struksnæs Jacob Tullin Thams Nordahl Wallem | 8m klasse (m)      | Zilver    | 53 punten: (3-1-2-6-5-4-3)      |

Afghanistan · Argentinië · Australië · België · Bermuda · Bolivia · Brazilië · Brits-Indië · Bulgarije · Canada · Chili · Colombia · Costa Rica · Denemarken · Duitsland · Egypte · Estland · Filipijnen · Finland · Frankrijk · Griekenland · Groot-Brittannië · Hongarije · IJsland · Italië · Japan · Joegoslavië · Letland · Liechtenstein · Luxemburg · Malta · Mexico · Monaco · Nederland · Nieuw-Zeeland · Noorwegen · Oostenrijk · Peru · Polen · Portugal · Republiek China · Roemenië · Tsjecho-Slowakije · Turkije · Uruguay · Verenigde Staten · Zuid-Afrika · Zweden · Zwitserland